# Фототермокаталіз
Фототермокаталіз (англ. photothermocatalysis, рос. фототермокатализ) — каталіз, який відбувається при одночасній дії світлової і теплової енергій. Також каталітичне явище, яке відбувається в умовах, коли система нагрівається за допомогою світла. У випадку світла з великим фотонним потоком стає можливим, поруч з фотохімічним, також і термохімічний процес, оскільки система нагрівається внаслідок поглинання світла. Це особливо має місце при гетерогенному фотокаталізі. 